# Église propriétaire

Le reste de l'abbaye de Lorsch fondée en 764 par Cancor en tant qu´abbaye propriétaire

Une église propriétaire (ecclesia propria en latin) était un établissement religieux (église, ermitage, abbaye ou monastère) construit le plus souvent par un laïc (noblesse locale, comte et duc de l'Empire franc) sur un terrain privé. Elle s'apparente aux termes allemands Eigenkirche et Eigenkloster désignant une construction religieuse sur une propriété du fondateur ou issue d’une largesse royale dont il bénéficiait.

## Description
Un des nombreux exemples est celui de l'abbaye de Lorsch, fondée en 764 par Cancor. Le maître du domaine avait le droit d'investiture, c'est-à-dire le droit de choisir et de destituer les prêtres et les abbés sans autorisation de l'évêque. Le seigneur était le bailli de son église. Il percevait les revenus du domaine ainsi que la dîme mais devait aussi pourvoir au besoin de l´église. En contrepartie, le propriétaire était inclus dans les prières, c'était tout au moins théoriquement la raison principale pour la création d'église et d'abbaye. De son côté, pour éviter de perdre de son influence, l'évêque se sentait obligé d'acquérir des églises propriétaires et d'y installer des gens loyaux et instruits.
Les églises propriétaires ont atteint leur zénith aux IXe et Xe siècles. Comme ces établissements pouvaient être achetés, échangés et hérités, ils perdirent de plus en plus leur finalité religieuse, même si les églises ne pouvaient pas être profanées. Les fonctions religieuses étaient souvent achetées par simonie ; de maintes fois, des religieux inadaptés étaient institués ou même des laïcs qui se distinguaient par leur immoralité et leur désobéissance envers l'évêque.

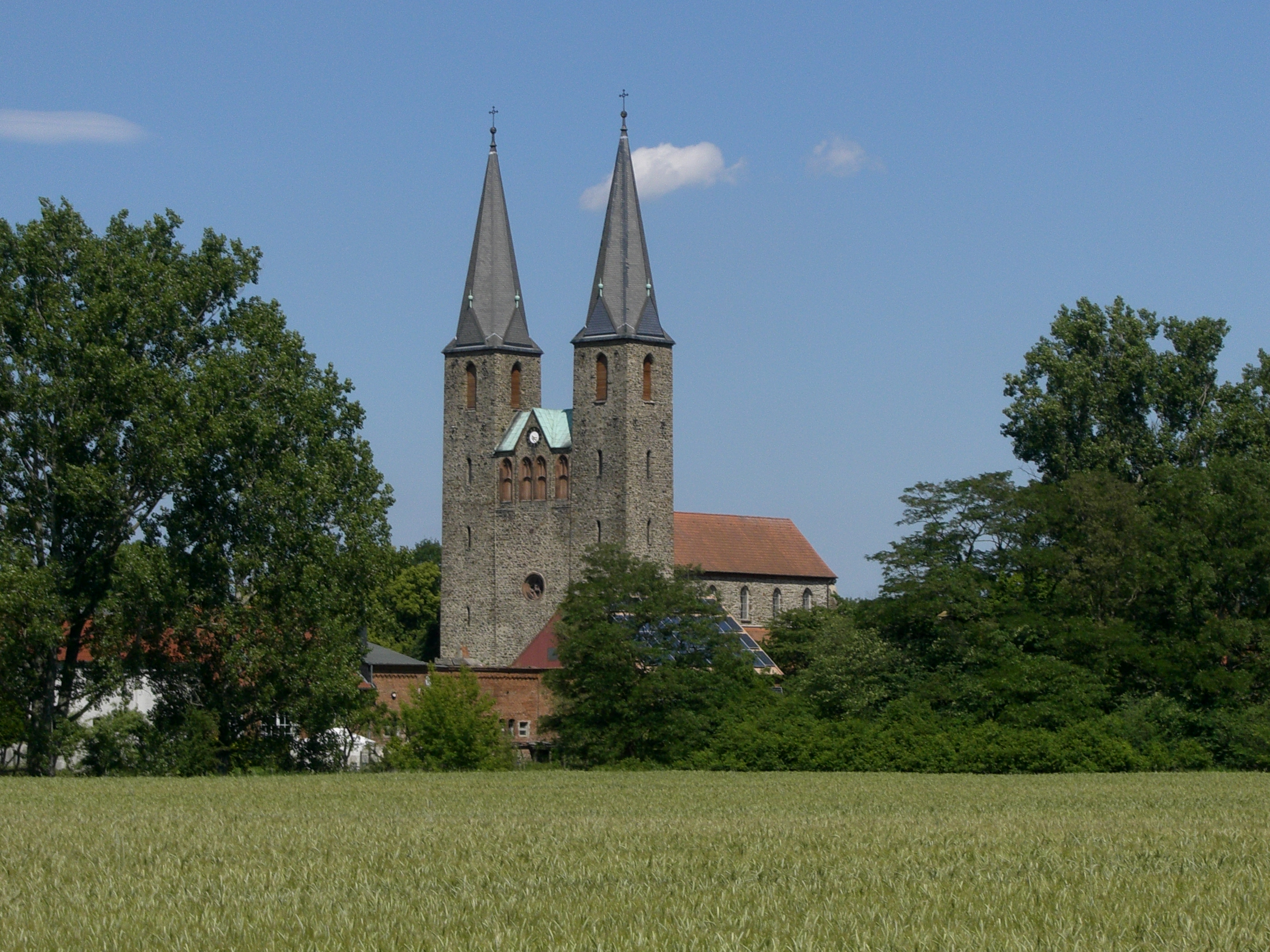
L'église de l'abbaye de Hillersleben fondée en 1022 église propriétaire par l'archevêque Gero de Magdeburg.

En 818/819, l'empereur Louis le Pieux instaura de nouvelles règles qui diminuaient les droits des seigneurs et en particulier qui leur interdisaient de priver complètement les églises de leurs revenus. Ensuite, la réforme clunisienne essaiera de restaurer la moralité de ces églises et le respect des règles bénédictines.
La dispute concernant la nomination des évêques et des abbés dans les abbayes royales s'accentua durant le XIe siècle et aboutit à la querelle des investitures entre le roi et le pape. En 1179, au concile de Latran, le pape Alexandre III transforma le droit des églises propriétaires en un droit de patronat pour les laïcs. Le seigneur conservait le droit de proposer des religieux, mais l'évêque obtint le pouvoir de procéder à la nomination des prêtres et abbés dans leurs fonctions. Des restes du droit des églises propriétaires se retrouvent aujourd'hui encore avec les églises patronales et avec les églises royales d'Angleterre, en particulier avec l'abbaye de Westminster.